# Méliphage cornu
Lichenostomus melanops
Espèce
Statut de conservation UICN

 LC  : Préoccupation mineure
Statut CITES
Le Méliphage cornu (Lichenostomus melanops) est une espèce de passereau méliphage originaire des régions montagneuses du sud-est de l'Australie depuis le sud-est du Queensland jusqu'au sud-est de l'Australie-Méridionale en passant par l'est de la Nouvelle-Galles du Sud et le Victoria. Oiseau essentiellement noir et jaune, il est subdivisé en trois sous-espèces.

## Description

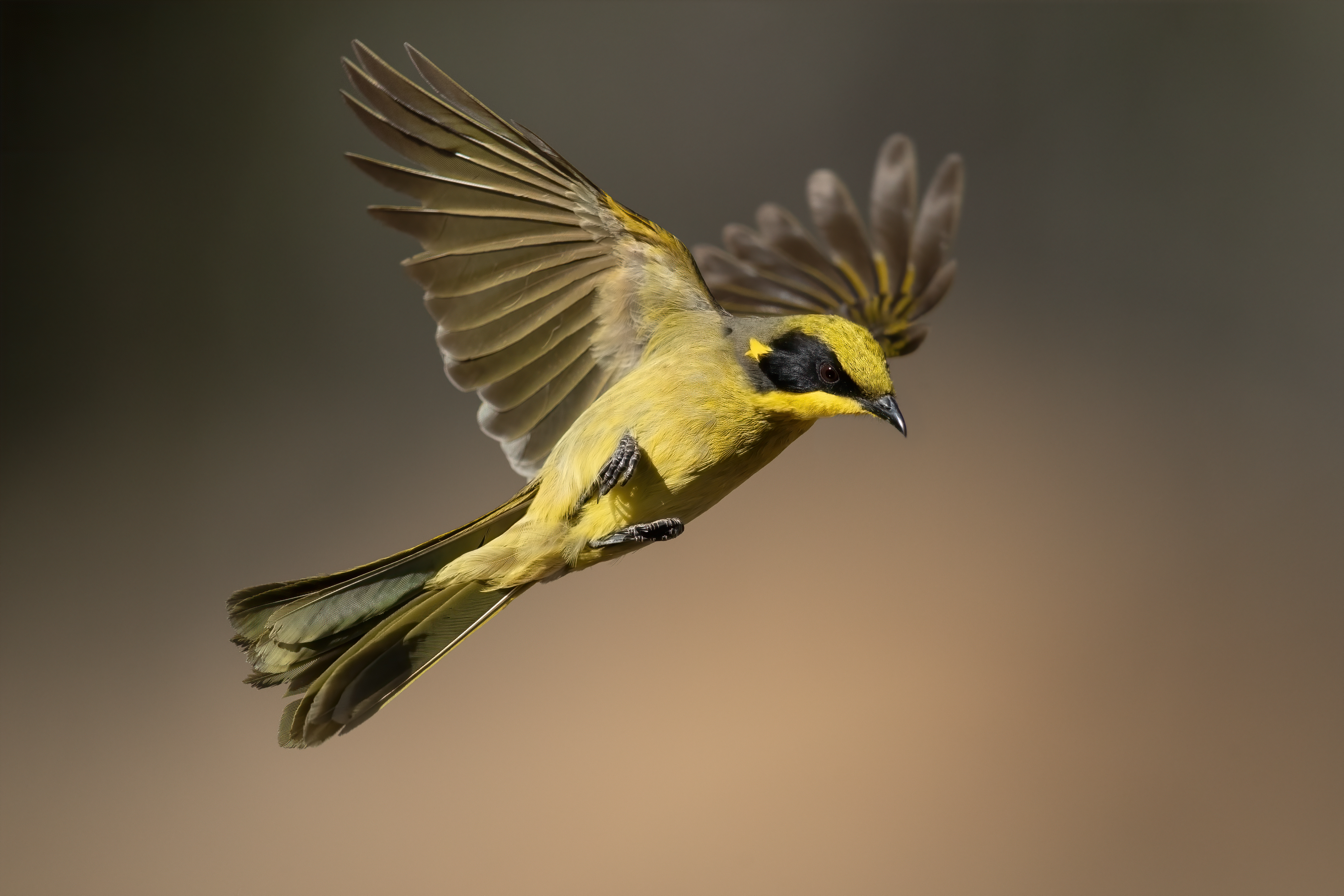
Un méliphage cornu en Australie.

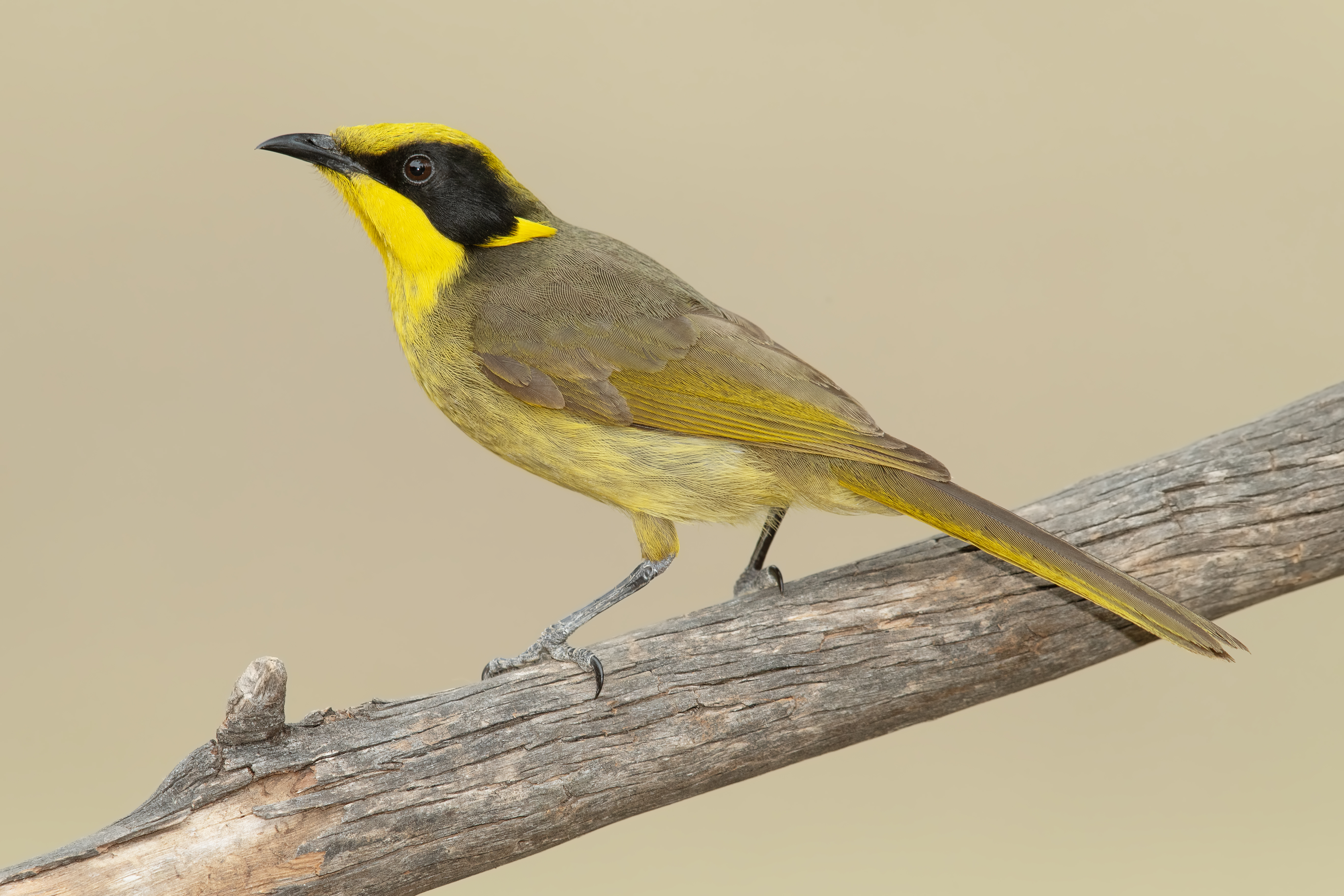
Un autre, toujours en Australie. Novembre 2019.

C'est un petit oiseau de 17 à 23 centimètres de longueur (en moyenne 20) pour une masse de 20 grammes. Le mâle est un peu plus gros que la femelle. Le plumage est vert olive sur le dos et vert jaunâtre sur le ventre. Le front, la couronne et la gorge sont jaunes et les joues sont noires. Cet oiseau présente une huppe de plumes jaunes sur les oreilles et le front.

## Sous-espèces
Cet oiseau est représenté par trois sous-espèces :
- L. m. cassidix : (Menacé) connue sous le nom de Méliphage casqué,  et décrite au départ par  John Gould comme une espèce à part Ptilotis cassidix en 1867[2], cette espèce a un territoire limité à 5 km de long dans un reste de bush le long de deux cours d'eau de la réserve pour la conservation de la nature de Yellingbo, à 50 km à l'est de Melbourne au Victoria ; c'est la plus grande et la plus brillante des trois sous-espèces ; en 2003, il y avait 103 individus dans la nature et 20 couples reproducteurs en captivité dans la réserve d'Healesville[3] ;
- L. m. melanops ;
- L. m. meltoni : la sous espèce continentale est plus petite et plus terne avec une huppe plus petite que les autres sous-espèces ; elle fut décrite pour la première fois par G. M. Mathews en 1912[4].

## Alimentation
Cet oiseau se nourrit d'insectes  et de nectar.

## Mode de vie
Il vit en couples ou en petits groupes.

## Reproduction
Il se reproduit de juillet en janvier. La femelle pond deux ou trois œufs qu'elle couve dans un nid situé à faible hauteur.